# Ярваканди
Я́рваканди (эст. Järvakandi) — городской посёлок в волости Кехтна уезда Рапламаа, Эстония. 
C 1991 года до административно-территориальной реформы 2017 года был поселковой волостью. Затем стал административным центром новообразованной волости Кехтна.

## Описание
Площадь посёлка — 4,83 км².

## Население
После отделения Эстонии от СССР население посёлка сокращается и стареет.
По данным переписи населения 2011 года в посёлке проживали 1 273 человека, из них 1 107 (87,0 %) — эстонцы.
Численность населения посёлка Ярваканди:
| Год  | 1970 | 1989   | 2000   | 2010   | 2011   | 2017   | 2019   |
| ---- | ---- | ------ | ------ | ------ | ------ | ------ | ------ |
| Чел. | 2127 | ↘ 1837 | ↗ 1851 | ↘ 1403 | ↘ 1273 | ↘ 1225 | ↘ 1207 |

## Инфраструктура
В Ярваканди есть сеть центрального водоснабжения и канализации и система центрального отопления.
В посёлке работают школа (в 2002/2003 учебном году 247 учеников, в 2009/2010 учебном году — 148), библиотека, Дом культуры, центр семейных врачей, где также принимает стоматолог, аптека, клуб для пожилых людей, дом по уходу.
В 2017 году здесь открылся филиал Кехтнаской школы искусств. Действует Открытый молодёжный центр.

## Предпринимательство
Самое большое предприятие посёлка по числу работников — акционерное общество O-I Production Estonia AS, бывший Järvakandi Klaas AS, в советское время — Завод строительных материалов «Ярваканди техазед». С 2003 года его собственником является расположенное в Финляндии дочернее предприятие OI Finnish Holdings OY американского концерна Owens-Illinois. Основной вид деятельности предприятия — производство стеклянной тары. Численность его работников по состоянию на 31 марта 2020 года составила 159 человек.

## Культура и досуг
В посёлке работает Музей стекла. Основан в 2000 году в последнем сохранившемся с 1879 года рабочем общежитии стеклодувов. Дом был перенесён с территории завода в центр посёлка. Постоянная экспозиция размещается в четырёх бывших кухнях дома общей площадью 140 м2 и разделена на две темы: история производства стекла в Ярваканди и история посёлка.
Ежегодно на территории посёлка проводится музыкальный фестиваль Rabarock.

Герб бывшей поселковой волости Ярваканди
Флаг бывшей поселковой волости Ярваканди
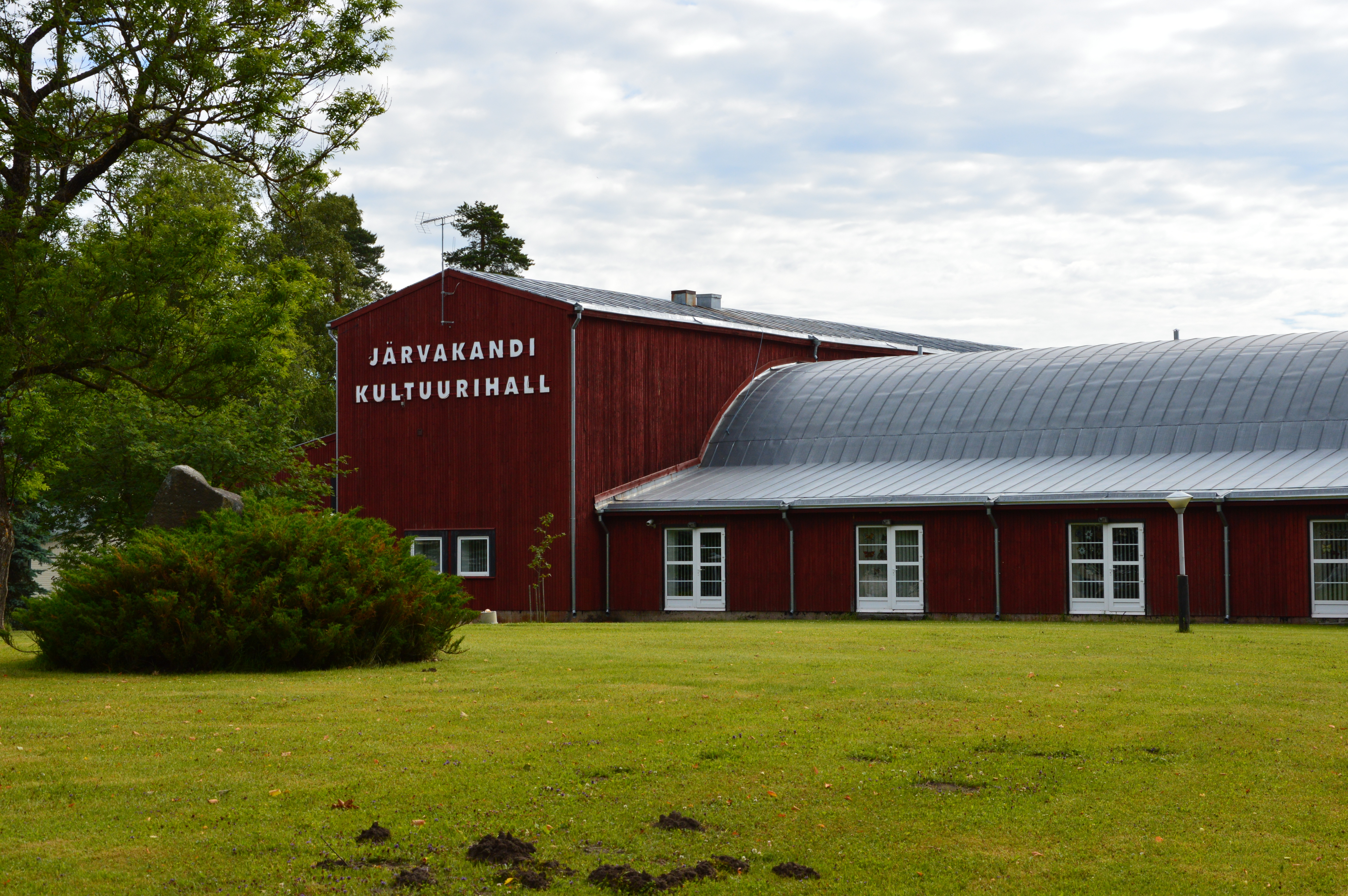
Дом культуры Ярваканди
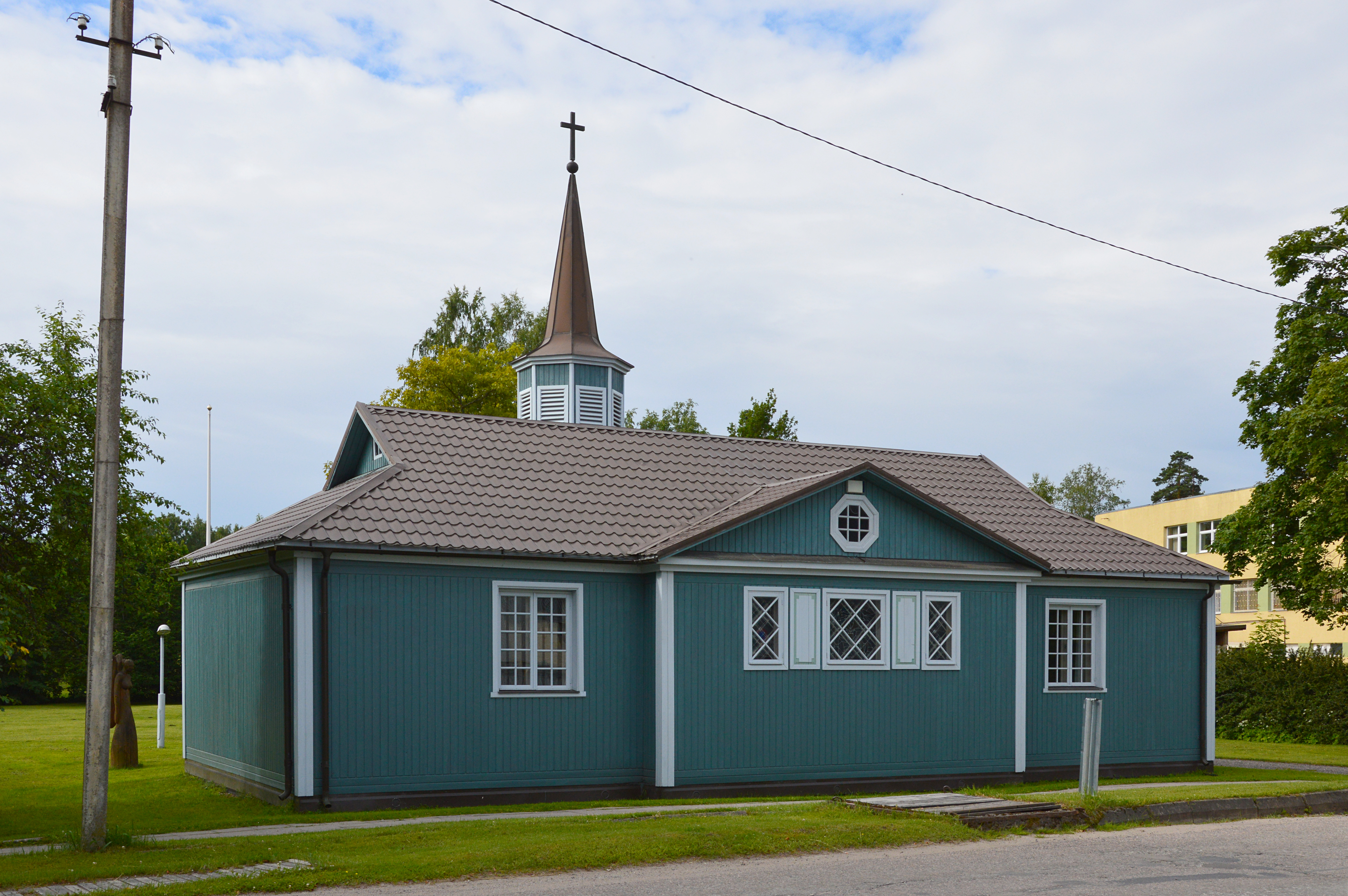
Церковь св. Павла в Ярваканди
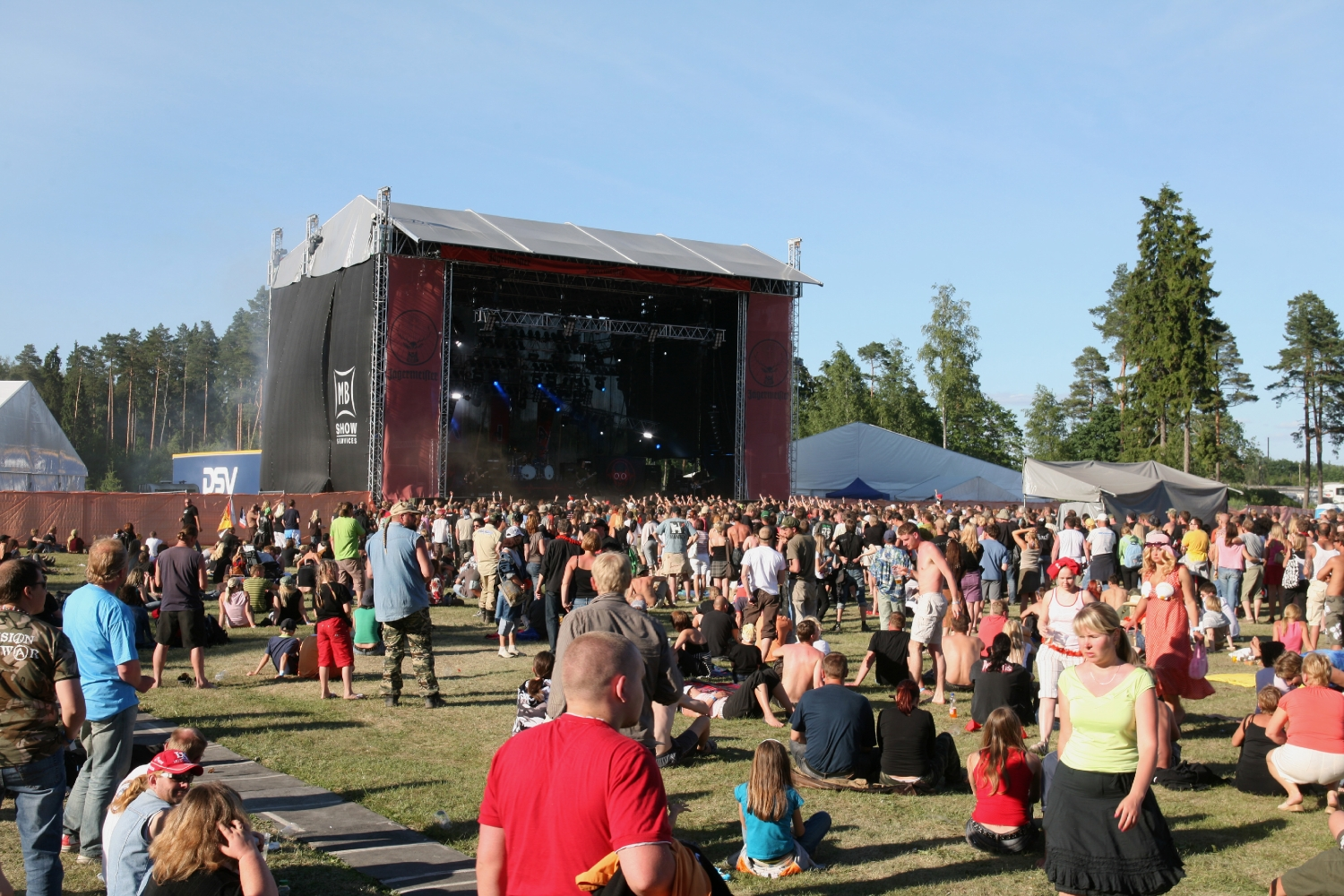
Фестиваль Rabarock в 2007 году